# Greenbush (hrabstwo Sheboygan)
Greenbush – jednostka osadnicza w Stanach Zjednoczonych, w stanie Wisconsin, w hrabstwie Sheboygan.